# Hemochromatosis
A hemochromatosis (hemokromatózis) az anyagcserezavarok közé tartozó genetikai betegségek egyike (de előfordulhat másodlagos betegségként, amikor egyéb alapbetegség keretén jelenik meg), melyet a szervezetben kórosan felgyülemlett vas okoz. Gyakran használt szinonimák a sziderózis,  hemosziderózis. Két típust különböztetünk meg: primer vagy öröklődő formát, valamint szekunder vagy szerzett formát. A kórkép tipikus tünettriásza: májelégtelenség, diabetes mellitus és fokozott bőrelszíneződés. Súlyos májkárosodással, májcirrózissal jár és egy  rosszindulatú daganat (malignus karcinóma) megjelenésének rizikója 200-szor nagyobb, mint a többi májcirrotikus beteg esetében.

## Típusai

### Primer hemokromatózis
A primer (öröklődő vagy idiopátiás) hemokromatózis egy autosomalis-recesszíven öröklődő megbetegedés, melynek következtében túlzott mennyiségű vas halmozódik fel a szervezetben és különböző szervekben rakódik le, károsítva ezeket. Az alapul szolgáló géndefektus egy homozigóta vagy összetett-heterozigóta C282Y-mutáció a HFE génen, mely a vékonybélben történő vasfelszívódást szabályozza.
Habár a genotípus ezen elváltozásai ugyanolyan arányban vannak jelen nőknél, mint férfiaknál, a menstruációval járó havi vérvesztesség miatt a nőknél 10-szer ritkábban jelentkeznek a tünetek. Gyakorlatilag a nőknél ez a betegség csak a menopauza beálltával válik klinikailag szimptomatikussá.

### Szekunder hemokromatózis
Ez a forma elégtelen vörösvértest-képződés esetén, valamint előrehaladott májbetegségek esetén (főleg alkohol okozta májcirrózis esetén) jelenhet meg. Nagyon ritkán a gyakori vérátömlesztés keretén belül jelenik meg.

## Tünetei
A kóros vastúltengés miatt különböző szervek károsodnak, majd ezek hibás működése körülbelül a 40. életév után vezet a betegségre jellemző tünetekhez. A tünetek általában 20-40 g vas elraktározása után jelennek meg. Az alkohol sejtkárosító hatása révén, valamint a normális körülmények között vastároló sejtekből való vaskivonó hatása miatt gyakran a kiváltó ok. Érintett szervek:
- Máj: májmegnagyobbodás 90%-ban figyelhető meg, májcirrózis 75%-ban. Alkohol okozta károsodás hiányában májcirrózis akkor alakul ki, ha a máj száraztömegének több mint 2%-át a vas teszi ki.
- Bőr (90%): barnás elszíneződés
- Hasnyálmirigy: elégtelen működése cukorbetegséget okoz. Az ezt kísérő bőrelszíneződés miatt a betegséget bronzdiabetes -nek is nevezik.
- Lép: 30% lépmegnagyobbodás
- Szív: másodlagos (leggyakrabban dilatativ) kardiomiopátia, kamrai ritmuszavarral, valamint digitalisra (Digoxin) nem reagáló szívelégtelenséggel
- Endokrin zavarok (70%): hipofíziselégtelenség, mellékvesekéreg-elégtelenség, hipogonadizmus (herék visszafejlődése, libidó csökkenése)
- Ízületi fájdalmak (50%)

## Diagnózis
- Vasszint meghatározása, ez mindig magas
- Transzferrin szaturációja - magas, >45% (normális érték 15-40%)
- Ferritin - a leghasznosabb laborelem, magas
- Genetikai vizsgálatok a diagnózis igazolására (primer hemokromatózis)
- Szervkárosodás megítélése - májbiopszia

Egy öröklődő forma esetében ajánlatos a többi családtagokat is (vér szerinti rokonok) kivizsgálni, a korai diagnózis és kezelés teljesen egészséges életet biztosíthat a továbbiakban.

## Kezelés
- Diéta: ajánlott a húsfélék kerülése, az alkohol teljes mértékben tilos. A C-vitamin segíti a vas felszívódását, míg a fekete tea gátolja ezt.
- Vérlecsapolás: ez a standard kezelés. Eleinte hetente kb. 500 ml vért csapolnak le, majd ez negyedévente egyszeri alkalomra csökken.
- Deferoxamin: ez egy kelátor, mely megköti a vasat és a vesén keresztül kiválasztódik. Ezt a gyógyszeres kezelést általában a vérátömlesztés okozta szekunder formában alkalmazzák.
- Nagyon előrehaladott stádiumban májátültetés.

## Prognózis
35 éves kor előtt a májkárosodás még reverzibilis. Diagnóziskor jelenlevő májcirrózis csökkenti a túlélési arányt, 10 év után a betegek 10-70%-a él még.